# Gilbert Miller
Gilbert Heron Miller (Nueva York, 3 de julio de 1884-Nueva York, 3 de enero de 1969) fue un productor teatral estadounidense.

## Biografía
Nacido en la ciudad de Nueva York, era hijo del productor y actor teatral inglés Henry Miller (1859-1926) y de Bijou Heron, una antigua actriz infantil. Criado y educado en Europa, regresó a Estados Unidos para seguir los pasos de su padre y se convirtió en un productor de gran éxito en Broadway. Miller fue director de la Liga de Teatros de Nueva York y funcionario del Fondo para Actores. También dirigió el Teatro St James de Londres.
La primera esposa de Miller fue Jessie F. Glendinning, de la que se divorció. Era actriz e hija del actor John Glendinning, y hermana de Ernest Glendinning. Tuvieron una hija, Dorothy. Su segunda esposa fue Mary Margaret Allen, de la que también se divorció. Su tercera esposa fue Kathryn (Kitty) Bache (1896-1979), hija del financiero de Wall Street Jules Bache, un defensor del teatro americano que en 1941 ayudó a fundar la sucursal neoyorquina del Escholier Club. Se casaron en 1927 en París, Francia.  El Teatro Kathryn Bache Miller de la Universidad de Columbia fue nombrado en su honor.
Nominado tres veces, Gilbert Miller ganó el premio Tony a la mejor obra en 1950 por su producción de 'The Cocktail Party. En 1965, se le concedió un premio Tony Especial «por haber producido 88 obras de teatro y musicales y por su perseverancia que ha ayudado a mantener vivos Nueva York y el teatro».
Gilbert Miller murió en 1969 y fue enterrado en el cementerio de Woodlawn en el Bronx, Nueva York.